# Thomas Savery

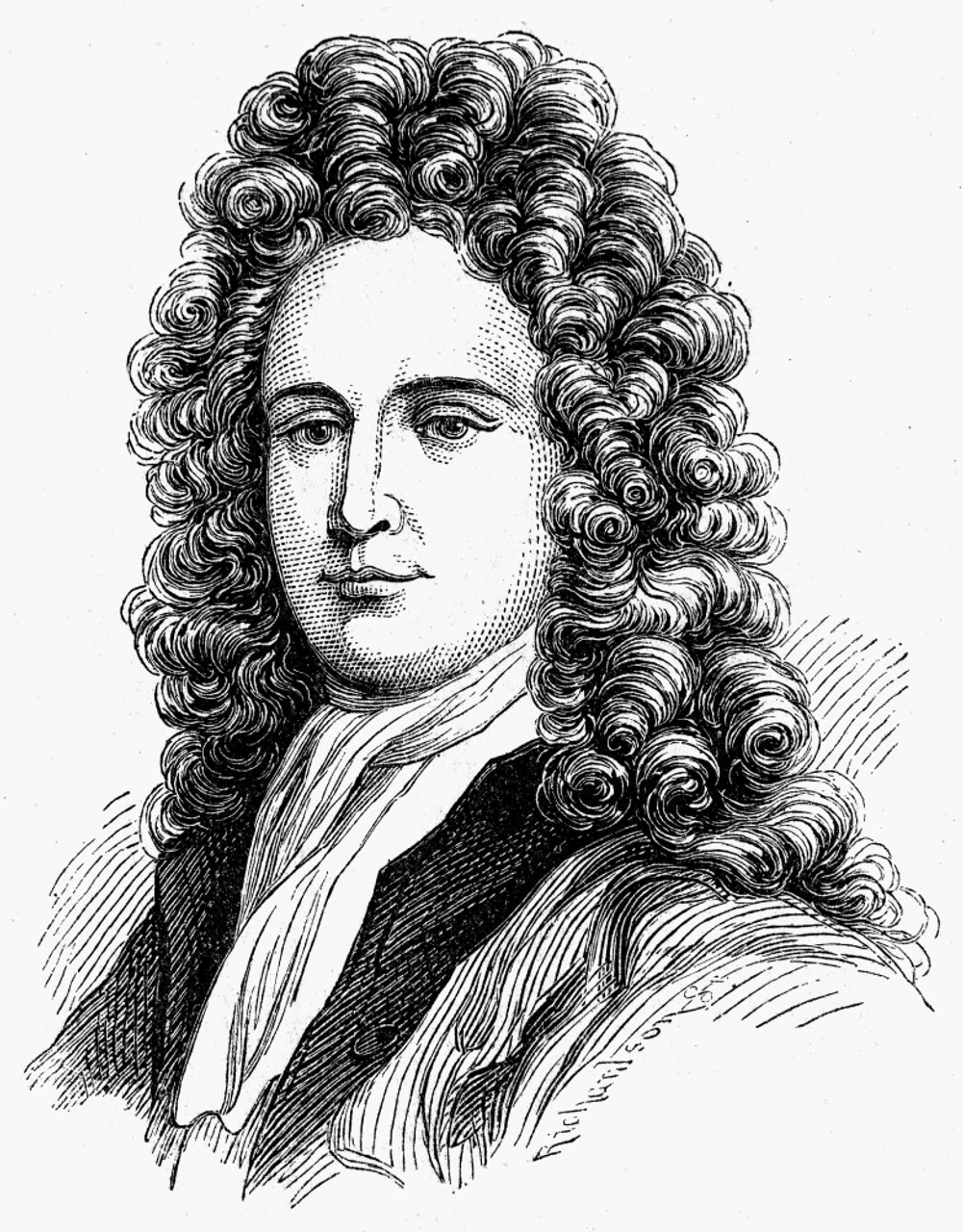
Thomas Savery (1878)

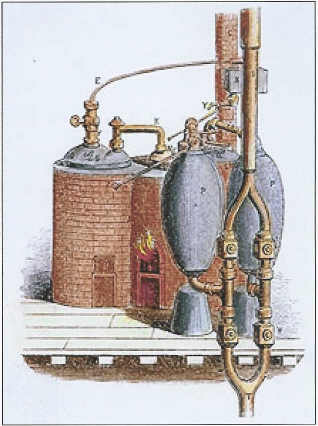
Savery-Dampfpumpe

Konstruktionsprinzip

Thomas Savery (* 1650 in Shilstone, Devonshire; † Mai 1715 in London) war ein englischer Ingenieur und Erfinder.
Ursprünglich befasste Thomas Savery sich mit dem Schiffbau, so erfand er einen Schiffsantrieb durch ein Schaufelrad. Später wandte er sich der Pumpentechnik zu.

## Die Dampfpumpe
Savery baute auf dem atmosphärischen Kolben-Dampfzylinder des Erfinders Denis Papin auf und konstruierte eine kolbenlose Dampfpumpe, für die er am 2. Juli 1698 unter dem Namen The Miner's Friend (des Bergmanns Freund) ein englisches Patent mit einer Laufzeit von 14 Jahren erhielt. Der Name der Pumpe ist Folge eines Problems der Zeit: Das Grubenwasser musste aus den Bergwerken gepumpt werden. Dies wurde manuell oder von pferdegetriebenen Göpeln und Wasserkünsten erledigt. Mit zunehmender Größe und Tiefe der Bergwerke wurde diese Entwässerung zum bestimmenden Faktor der Rentabilität der Grube. Am 14. Juni 1699 konnte Savery ein Modell seiner Dampfmaschine bei einer Tagung der Royal Society vorführen. Im selben Jahr wurde im Parlament über den Fire Engine Act (Gesetz über durch Feuer angetriebene Maschinen) die Schutzfrist für alle einschlägigen Patente verlängert: Saverys Patent lief demnach erst 1733 aus. Den Mangel, dass sein Patent weder eine Funktionsbeschreibung noch eine Skizze enthielt, behob er neben erwähnter Demonstration mit der Abhandlung The Miner's Friend; or, An Engine to Raise Water by Fire („Bergmanns Freund oder eine Maschine zum Heben von Wasser durch Feuer“). Auch sein in der Laufzeit verlängertes Patent erstreckte sich jedoch ganz allgemein auf alle Maschinen, die Wasser mit Hilfe von Feuer heben.

## Funktionsprinzip
Saverys Konstruktion ist eine direkt wirkende Pumpe, in der der in einem Dampfkessel erzeugte Wasserdampf durch seine Ausdehnung und Volumenverringerung bei Abkühlen direkt das Wasser hebt. 
Die Pumpe besteht aus einem Druckbehälter, der über Rückschlagventile b und c mit der Saug- (Einlass) und Druckleitung (Auslass) verbunden ist. Strömt der heiße Dampf aus dem Dampfkessel über den Steuerhahn a in den Behälter ein und dehnt sich dabei aus, so drückt er einen Teil des im Behälter befindlichen Wassers über ein Rückschlagventil in die Druckleitung. Nun wird die Dampfzufuhr gestoppt, und der Dampf beginnt zu kondensieren, das Rückschlagventil der Druckleitung schließt. Mit weiterer Kondensation entsteht im Druckbehälter ein Unterdruck, der das Rückschlagventil der Saugleitung öffnet und Wasser in den Druckbehälter saugt. Das einströmende Wasser verstärkt die Kondensation. Mit Öffnung des Steuerhahns strömt wieder Dampf in den Druckbehälter und der Arbeitszyklus beginnt erneut.
Zur Beschleunigung der Kondensation wurden die Druckbehälter von außen mit Wasser gekühlt, dies erhöhte die Pumpfrequenz, die Pumpe lief also schneller. Die Savery-Pumpe funktioniert auch mit nur einem Druckgefäß; jedoch hat die Bauweise mit zwei Druckgefäßen den Vorteil, dass die Dampfabnahme aus dem Dampfkessel gleichmäßiger ist. Weiterhin verdoppelt sich naturgemäß die Pumpleistung bei doppeltem Dampfverbrauch. Auch wenn der Steuerhahn bei den Demonstratoren mit der Hand zu bedienen war, wurden die Seriengeräte über Schwimmkörper gesteuert. Im Betrieb werden die Druckbehälter abwechselnd durch einen Steuerhahn mit Dampf beaufschlagt.

## Probleme und Wirkungsgrad
Savery war von der Leistungsfähigkeit seiner Maschine überzeugt; sie hatte jedoch einige gravierende Mängel: Sie konnte die Wassersäule nur um 12 Meter heben; für größere Tiefen mussten mehrere Pumpen hintereinander geschaltet werden. Der benötigte Dampfdruck war in der damaligen Zeit an der Grenze des Machbaren, wofür neben den Lötstellen auch der Stahl und die damals verwendeten Vernietungen verantwortlich waren. Daher mussten die Pumpen und erst recht die Dampfkessel häufig repariert werden. Konstruktionsbedingt erwärmte der Dampf auch das zu pumpende Wasser. Dies hatte einen thermodynamischen Wirkungsgrad im Promillebereich zur Folge, so dass die Pumpe aufgrund ihres großen Kohlebedarfs praktisch nur in oder in der Nähe von Kohlebergwerken verwendet werden konnte.

## Zusammenarbeit mit Newcomen
Saverys Patent war so weit gefasst, dass er Thomas Newcomen, der 1712 die technisch überlegene atmosphärische Dampfmaschine erfunden hatte, eine Partnerschaft aufnötigen konnte. Bei Newcomens Dampfmaschine handelt es sich, genau wie bei der von Papin, um ein Kolben-Zylinder-System.

## Weiterentwicklungen
Erst 1872 wurde das Prinzip der kolbenlosen Dampfpumpe in Form des Pulsometers entscheidend weiterentwickelt.